# Антон фон Фройнд
Антон фон Фройнд Тошеги (на унгарски: Anton von Freund Toszeghy) е унгарски психоаналитик, доктор по философия, патрон на психоаналитичното движение и директор на бирена фабрика.

## Биография
Роден е през 1880 година в Будапеща, Австро-Унгария, в семейството на богат индустриалец. Една от сестрите му Ката е анализирана от Фройд, а впоследствие става съпруга на Лайош Леви.
Антон фон Фройнд преминава психоанализа при Фройд. По-късно става важна фигура в психоанализата като главен организатор на петия конгрес от 1918 г., както и в основаването на първия център за изследване в областта на детската психология, за който той наема Мелани Клайн. Финансира ѝ „Internationaler Psychoanalytischer Verlag“, както и клиника в Будапеща (клиника, която изобщо не е построена).
Умира от рак на 20 януари 1920 година във Виена на 40-годишна възраст.